# Philiris hemileuca
Philiris hemileuca är en fjärilsart som beskrevs av Jordan 1930. Philiris hemileuca ingår i släktet Philiris och familjen juvelvingar. Inga underarter finns listade i Catalogue of Life.